# زمین و خون
زمین و خون (فرانسوی: La Terre et le Sang‎) یک فیلم اکشن و دلهره‌آور به کارگردانی ژولین لکلرک محصول سال ۲۰۲۰ سینمای فرانسه با بازی سامی بواجیله ، اریک ابوآنی ،سامی سگیر است. این فیلم در مورد یک مسابقه خشونت آمیز در یک کارخانه چوب بری منزوی است که زمانی که یک کارمند جوان هشت کیلو کوکائین دزدیده شده یک باند را در کارخانه مخفی می‌کند. هنگامی که اعضای باند به شدت مسلح برای بازیابی مواد مخدر خود می‌آیند، صاحب کارخانه چوب بری آخرین ایستادگی را برای محافظت از دختر نوجوان خود ترتیب می‌دهد.